# Bequimão
Bequimão is een gemeente in de Braziliaanse deelstaat Maranhão. De gemeente telt 21.508 inwoners (schatting 2009).